# Bronwenia peckoltii
Bronwenia peckoltii är en tvåhjärtbladig växtart som beskrevs av W.R.Anderson och C.Davis. Bronwenia peckoltii ingår i släktet Bronwenia och familjen Malpighiaceae. Inga underarter finns listade i Catalogue of Life.